# Cole Hamels

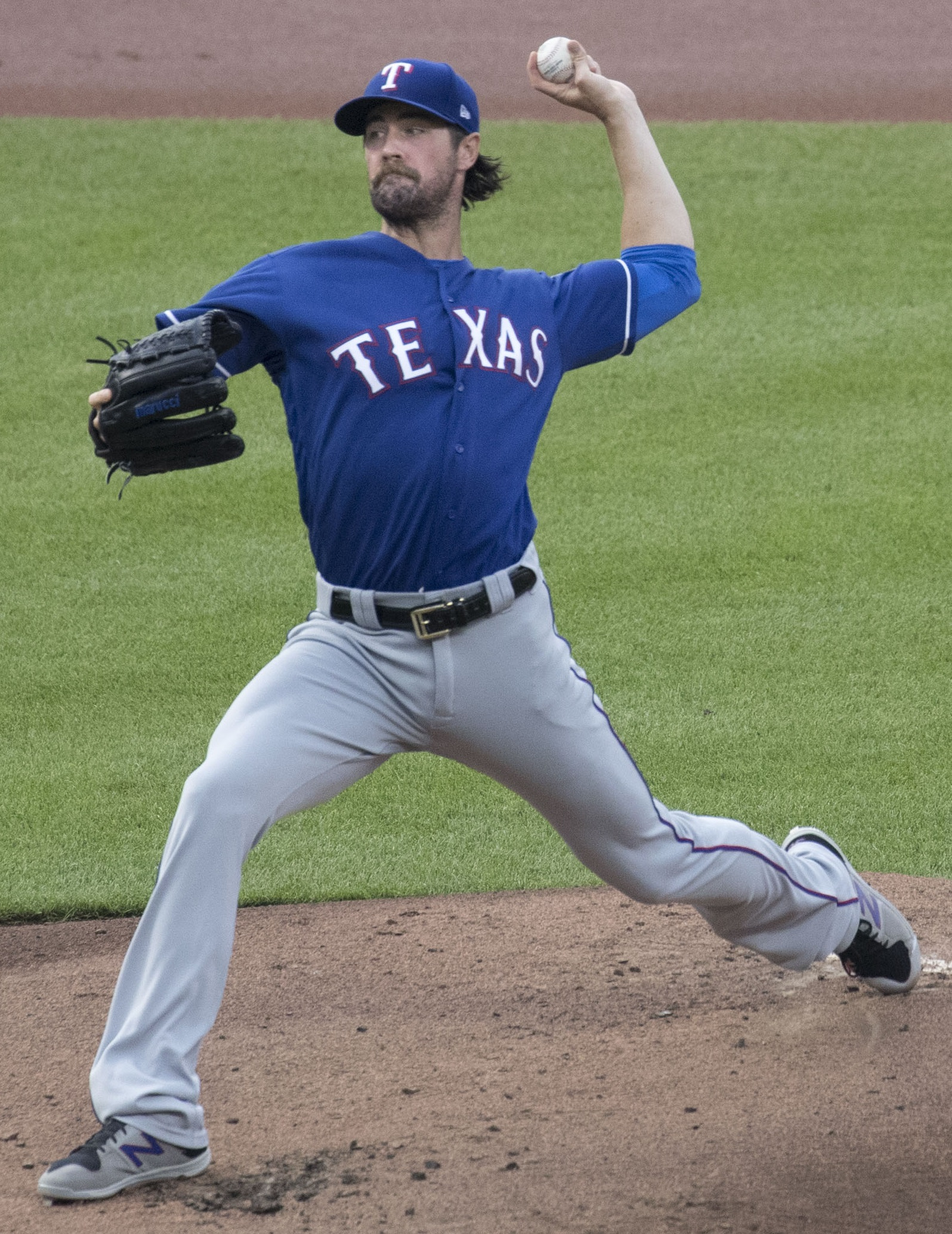
Cole Hamels, 2017.

Colbert Michael "Cole" Hamels, född 27 december 1983 i San Diego i Kalifornien, är en amerikansk professionell basebollspelare som spelar som pitcher för Atlanta Braves i Major League Baseball (MLB). Han har tidigare spelat för Philadelphia Phillies och Texas Rangers.
Hamels blev draftad av Philadelphia Phillies i 2002 års MLB-draft.
Han har vunnit bland annat en World Series med Philadelphia Phillies.